# Ascena Retail
 (septembre 2014).
Si vous disposez d'ouvrages ou d'articles de référence ou si vous connaissez des sites web de qualité traitant du thème abordé ici, merci de compléter l'article en donnant les références utiles à sa vérifiabilité et en les liant à la section « Notes et références ».
Ascena Retail est une entreprise américaine de distribution spécialisée dans le textile pour femmes. 

## Histoire
Le groupe Dress Barn, fondé en 1962 par Roslyn S. Jaffe, adopte le nom Ascena en 2011.
En mai 2015, Ascena Retail acquiert pour 2,15 milliards de dollars Ann Inc. En 2019, Ascena Retail revend les enseignes Maurices et Dress Barn.
En juillet 2020, Ascena Retail se déclare en faillite, sévèrement affectée par la crise économique liée à la pandémie du covid-19. La société compte alors fermer 1600 de ses 2800 magasins, espérant économiser $1 milliard. La valeur de son action est passée de $300 en 2015 à moins de $1 en 2020.

## Activités
Ascena Retail est le propriétaire des enseignes de distribution Ann Taylor, Lane Bryant, Loft, Lou & Grey, Justice, et Catherines.